# Diòxid de tiourea
Diòxid de tiourea (en anglès:Thiourea dioxide o thiox) és un compost d'organosofre que s'utilitza en la indústria tèxtil. Funciona com agent reductor. El diòxid de tiourea no és un diòxid, sinó un derivat de l'acid sulfínic (RS(O)(OH), per tant té el nom alternatiu de formamidina de l'àcid sulfínic.

## Síntesi
El diòxid de tiourea va ser preparat primer l'any 1910 pel químic Edward de Barry Barnett (1886–1961).
El diòxid de tiourea es prepara per l'oxidació de tiourea amb peròxid d'hidrogen.
(NH₂)₂CS + 2H₂O₂ → (NH)(NH₂)CSO₂H + 2H₂O

## Usos
El diòxid de tiourea es fa servir com lleixiu blanquejant reductor en els tèxtils. El diòxid de tiourea també s'ha usat per la reducció de nitroaldehids i nitrocetones aromàtiques a nitroalcohols.